# Éteignières
Éteignières és un municipi francès situat al departament de les Ardenes i a la regió del Gran Est. L'any 2007 tenia 457 habitants.

## Demografia

### Població
El 2007 la població de fet d'Éteignières era de 457 persones. Hi havia 180 famílies de les quals 45 eren unipersonals (20 homes vivint sols i 25 dones vivint soles), 74 parelles sense fills i 61 parelles amb fills.
La població ha evolucionat segons el següent gràfic:
Habitants censats

### Habitatges
El 2007 hi havia 200 habitatges, 185 eren l'habitatge principal de la família, 7 eren segones residències i 8 estaven desocupats. 184 eren cases i 15 eren apartaments. Dels 185 habitatges principals, 143 estaven ocupats pels seus propietaris, 38 estaven llogats i ocupats pels llogaters i 4 estaven cedits a títol gratuït; 2 tenien una cambra, 4 en tenien dues, 21 en tenien tres, 35 en tenien quatre i 123 en tenien cinc o més. 141 habitatges disposaven pel capbaix d'una plaça de pàrquing. A 85 habitatges hi havia un automòbil i a 78 n'hi havia dos o més.

### Piràmide de població
La piràmide de població per edats i sexe el 2009 era:
| Homes | Edats   | Dones |
| ----- | ------- | ----- |
| 0     | 95 o +  | 0     |
| 0     | 90 a 94 | 12    |
| 4     | 85 a 89 | 4     |
| 4     | 80 a 84 | 4     |
| 4     | 75 a 79 | 8     |
| 16    | 70 a 74 | 12    |
| 0     | 65 a 69 | 12    |
| 8     | 60 a 64 | 20    |
| 4     | 55 a 59 | 8     |
| 12    | 50 a 54 | 4     |
| 4     | 45 a 49 | 12    |
| 16    | 40 a 44 | 0     |
| 8     | 35 a 39 | 24    |
| 20    | 30 a 34 | 4     |
| 20    | 25 a 29 | 24    |
| 12    | 20 a 24 | 12    |
| 12    | 15 a 19 | 16    |
| 12    | 10 a 14 | 0     |
| 24    | 5 a 9   | 8     |
| 20    | 0 a 4   | 4     |

## Economia
El 2007 la població en edat de treballar era de 294 persones, 219 eren actives i 75 eren inactives. De les 219 persones actives 202 estaven ocupades (107 homes i 95 dones) i 17 estaven aturades (6 homes i 11 dones). De les 75 persones inactives 19 estaven jubilades, 29 estaven estudiant i 27 estaven classificades com a «altres inactius».

### Ingressos
El 2009 a Éteignières hi havia 192 unitats fiscals que integraven 472 persones, la mediana anual d'ingressos fiscals per persona era de 17.044 €.

### Activitats econòmiques
Dels 13 establiments que hi havia el 2007, 1 era d'una empresa extractiva, 3 d'empreses alimentàries, 3 d'empreses de construcció, 1 d'una empresa de comerç i reparació d'automòbils, 2 d'empreses de transport, 1 d'una empresa d'hostatgeria i restauració, 1 d'una empresa de serveis i 1 d'una empresa classificada com a «altres activitats de serveis».
Dels 3 establiments de servei als particulars que hi havia el 2009, 1 era un guixaire pintor, 1 electricista i 1 perruqueria.
Els 2 establiments comercials que hi havia el 2009 eren fleques.
L'any 2000 a Éteignières hi havia 6 explotacions agrícoles que ocupaven un total de 285 hectàrees.

## Equipaments sanitaris i escolars
El 2009 hi havia una escola elemental.

## Poblacions més properes
El següent diagrama mostra les poblacions més properes.